# Jüdischer Friedhof am Weinberg

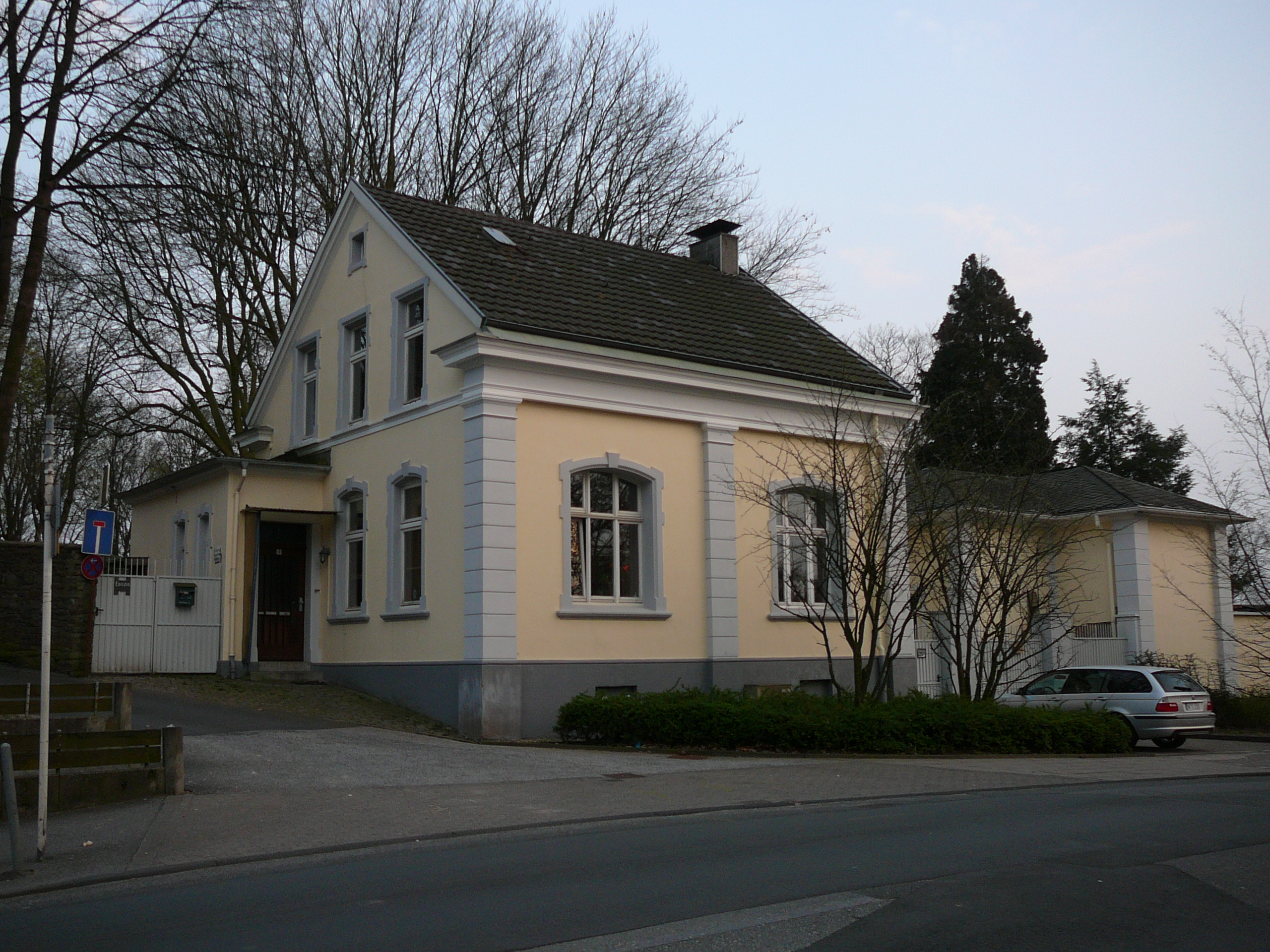
Eingang des jüdischen Friedhofs am Weinberg

Der Jüdische Friedhof am Weinberg ist ein Jüdischer Friedhof an der Flanke des Stübchensbergs im Wuppertaler Bezirk Uellendahl-Katernberg, die Anschrift lautet Weinberg 4. Er wurde als Nachfolger des Alten Jüdischen Friedhofs an der Weißenburgstraße 1896 angelegt.
Auf dem 11.979 m² großen Friedhof befinden sich Erbbegräbnisse renommierter Familien und die Grabstätten gefallener Soldaten des Ersten Weltkriegs. Grabstätten von Opfern des nationalsozialistischen Unrechtsregimes, wie das von Oswald Laufer, und von Menschen, die sich durch Suizid dem Terror entzogen, sowie Gedenksteine für die Opfer des Holocaust erinnern an die dunkelste Zeit der deutschen Geschichte.
Bekannte Elberfelder Bürger mit Grabstätten auf dem Friedhof sind der Rabbiner Zacharias Auerbach, die Rabbinerfamilie Joseph Norden und der engagierte Bürger Max Simon.
Ein Teil der Gräber stammt aus der Nachkriegszeit, viele der Verstorbenen waren Zuwanderer aus der ehemaligen Sowjetunion. Der Friedhof ist, außer am Sabbat und an jüdischen Feiertagen, geöffnet.
In der Pogromnacht von 9. auf dem 10. November 1938 wurde die Trauerhalle mit Benzin übergossen und angezündet, die Grabstätten wurden geschändet. 1985 wurde die Anlage mit dem Taharahaus und den Grabstätten unter Denkmalschutz gestellt, wobei besonders die wertvollen handwerklichen Arbeiten der Gräber gewürdigt wurden. Im Herbst 2006 erfolgte die umfangreiche Sanierung des Friedhofs.